# Zinkiv
Zinkiv (en ucraniano: Зіньків) es una ciudad ucraniana perteneciente al óblast de Poltava. Situada en el centro del país, forma parte del raión de Poltava y es centro del municipio (hromada) homónimo.
En el siglo XIX, Zinkiv era un centro destacado del judaísmo jasídico. Bajo la ocupación nazi de la ciudad durante la Segunda Guerra Mundial, casi toda la población judía de 2300 habitantes de la ciudad fue asesinada.

## Toponimia
Zinkiv ha tenido los siguientes nombres históricos: en ruso: Зиньков, romanizado: Zinkov; en polaco: Zieńków.

## Geografía
Zinkiv se encuentra a orillas del río Tashan, 70 km al norte de Poltava.

## Historia

### SiglosXVII-XIX
La primera mención registrada de Zinkiv fue en 1604. La ciudad se vio muy afectada por el Rebelión de Jmelnitski, una rebelión cosaca entre 1648 y 1657, que estuvo acompañada de atrocidades masivas que destruyeron la comunidad judía en Zinkov. La importancia de la ciudad creció durante el Hetmanato cosaco del siglo XVII. Después de la guerra polaco-cosaco-tártara a fines de la década de 1660, la ciudad se convirtió en una importante fortificación en el regimiento de Poltava.
Los judíos se habían reasentado en Zinkov a principios del siglo XVIII, pero fueron asesinados por los jaidamakas, insurgentes ucranianos antipolacos, en 1734. La llegada del rabino polaco Abraham Yehoshua Heshel y su hijo Yitzchak Meir en la segunda mitad del siglo XVIII revitalizó la presencia judía y Zinkiv se convirtió en un centro líder del judaísmo jasídico en el área de Podolia. A mediados del siglo XVIII, la emperatriz Isabel I de Rusia le había concedido al hetman Kiril Razumovski la jurisdicción de la ciudad.
En el siglo XIX, Zinkiv tenía industrias manufactureras y comerciales florecientes. En 1897, la población de la ciudad era de 7.017, el 53 por ciento de los cuales eran judíos.

### SigloXX
Después del establecimiento de la Unión Soviética, se estableció una granja colectiva (koljós) en la ciudad. Muchos de los judíos de la ciudad, que constituían el 35 por ciento de la población, trabajaban como artesanos y artesanos en cooperativas estatales.
Al estallar la Segunda Guerra Mundial en 1939, la ciudad albergaba a 2248 judíos. El 22 de junio de 1941, la Alemania nazi y muchos de sus aliados del Eje invadieron la Unión Soviética como parte de la Operación Barbarroja. El 10 de julio, los nazis habían ocupado Zinkov. En agosto, los nazis establecieron un Judenrat, un organismo administrativo que supervisaría los asuntos de los judíos de la ciudad y coordinaría los tratos con las autoridades nazis.
Una de las responsabilidades del Judenrat era coordinar el secuestro de los judíos en un gueto, que en Zinkiv consistía en una sola casa. Las autoridades nazis impusieron una serie de medidas discriminatorias contra la población judía. Los judíos también fueron obligados a pagar rescates y sistemáticamente despojados de sus pertenencias y oro. Los mayores de 10 años debían llevar una insignia amarilla en el pecho y la espalda y se les prohibía caminar por las aceras. Para humillar a los judíos, los alemanes y sus colaboradores ucranianos cortaron las barbas y los peyets de los judíos religiosos, incluido el rabino de la ciudad, en una práctica supuestamente llamada «llevar a los judíos al peluquero».
En 1942, los nazis intensificaron sus operaciones de matanza contra los judíos de Zinkiv. El 9 de mayo de 1942, aproximadamente 600 judíos, muchos enfermos, ancianos y mujeres con niños, fueron asesinados a tiros y enterrados en una fosa común a aproximadamente 1,5 kilómetros de la ciudad. El 4 de agosto de 1882 judíos adicionales fueron asesinados a tiros en el mismo sitio. Hombres sanos fueron enviados a campos de trabajos forzados en Proskurov y Leznyevo, dejando a 150 trabajadores judíos en el gueto.
El Ejército Rojo soviético liberó a Zinkov en marzo de 1944, poniendo fin a la ocupación nazi de Zinkiv. Solo aproximadamente 30 judíos en Zinkiv sobrevivieron a la guerra.

### SigloXXI
Hasta el 18 de julio de 2020, Zinkiv fue centro del raión de Zinkivskyi. El raión se abolió en julio de 2020 como parte de la reforma administrativa de Ucrania, que redujo el número de raiones del óblast de Poltava a cuatro. El área del raión se integró en el raión de Poltava.

## Demografía
La evolución de la población de Zinkiv entre 1897 y 2022 fue la siguiente:
| 10 443                                                        | 11 593 | 10 905 | 8366 | 9282 | 10 210 | 11 244 | 10 577 | 10 042 | 9953 | 9168 |
| (Fuente: Cities & Towns of Ukraine y UKRAINE: Größere Städte) |        |        |      |      |        |        |        |        |      |      |

Según el censo de 2001, la lengua materna de la mayoría de los habitantes, el 96,83%, es el ucraniano; del 2,89% es el ruso.

## Economía
El foco económico de la ciudad está en la industria alimentaria. 

## Infraestructura

### Transporte
Zinkiv se encuentra en la carretera territorial T-1706, que conecta Háidach con Poltava. La ciudad está conectada a la red ferroviaria únicamente por un ferrocarril de vía estrecha, que la conecta con Ojtirka.

## Galería

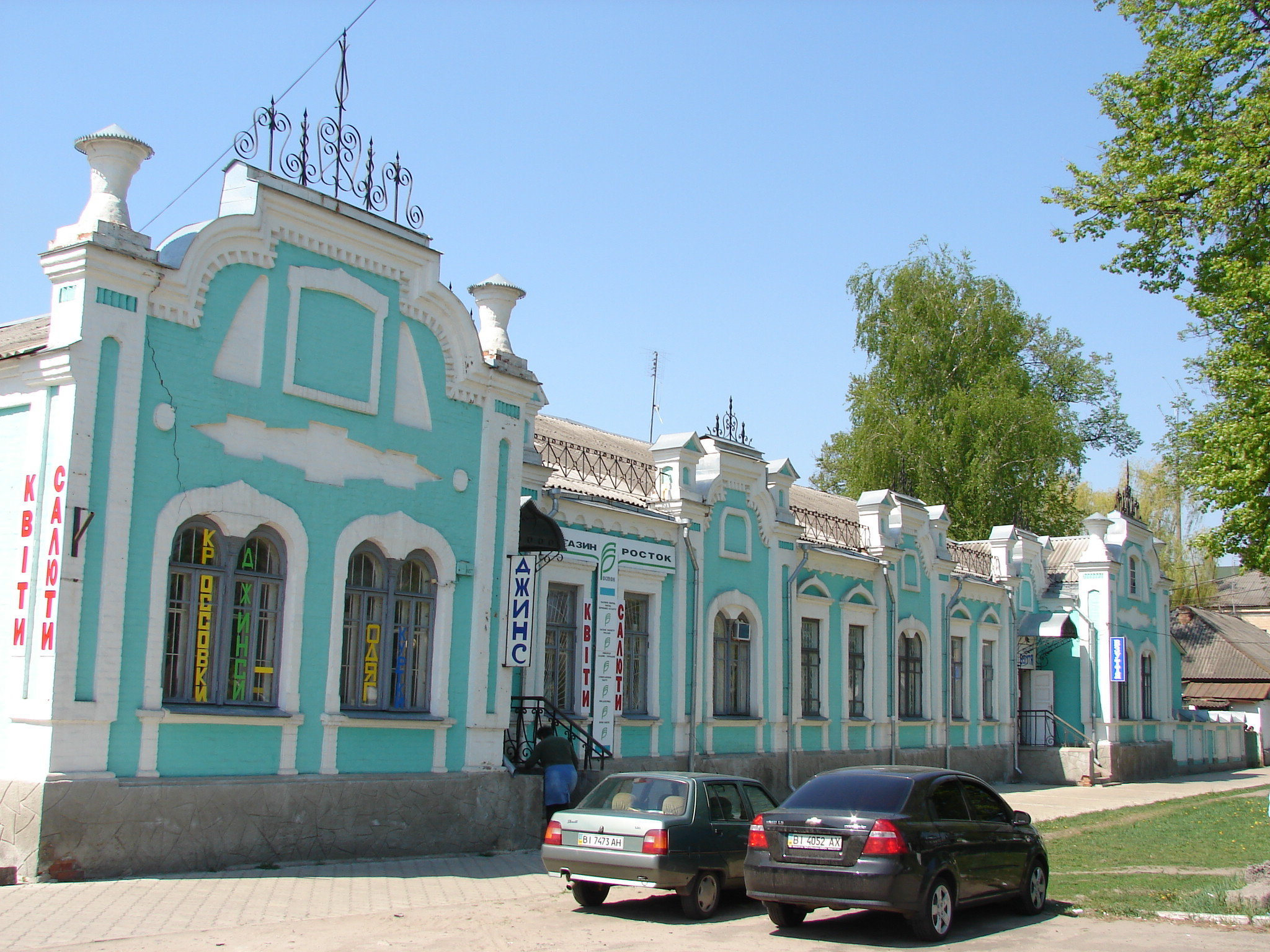
Arquitectura moderna en Zinkiv
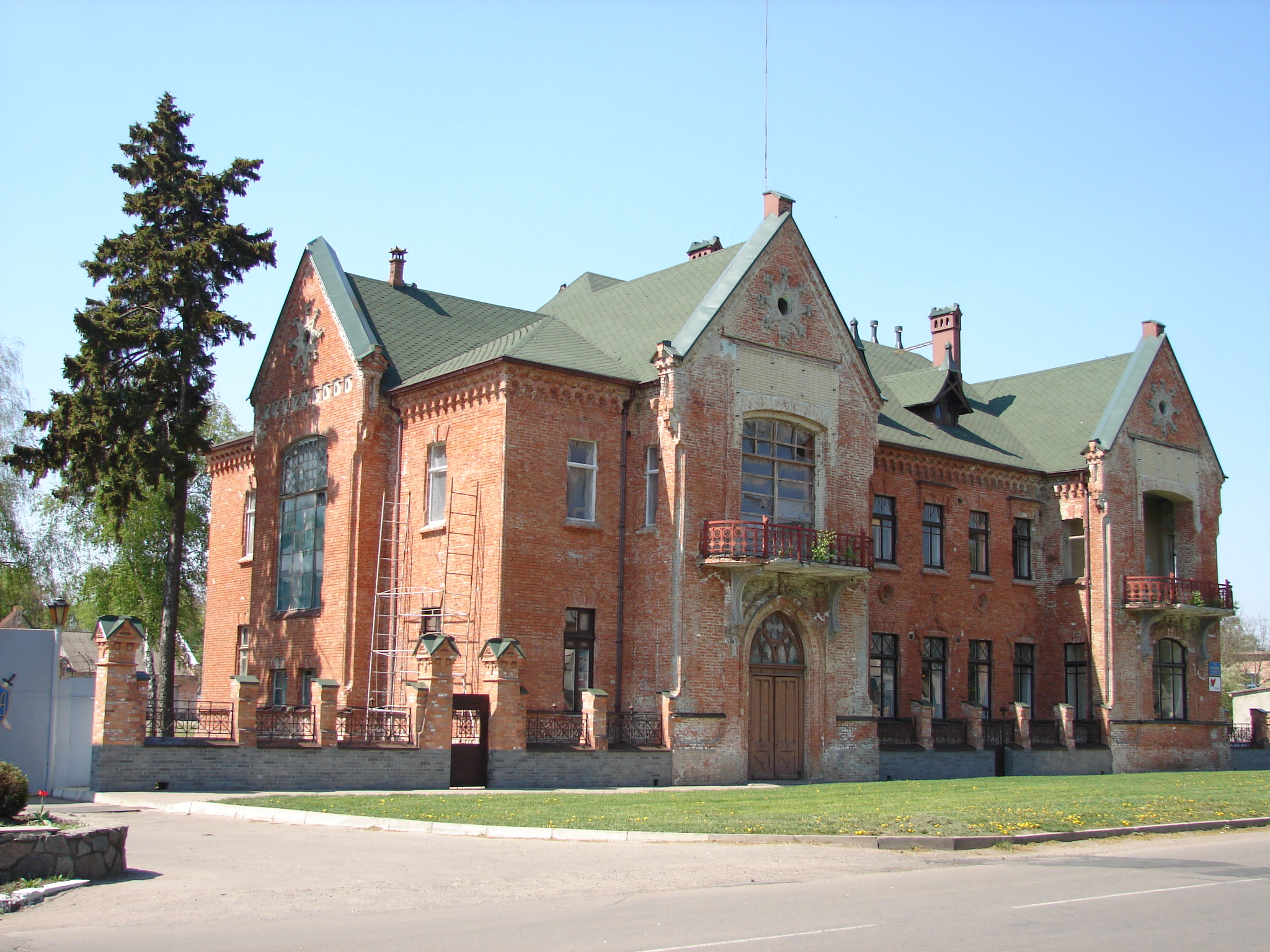
Edificio bancario neogótico
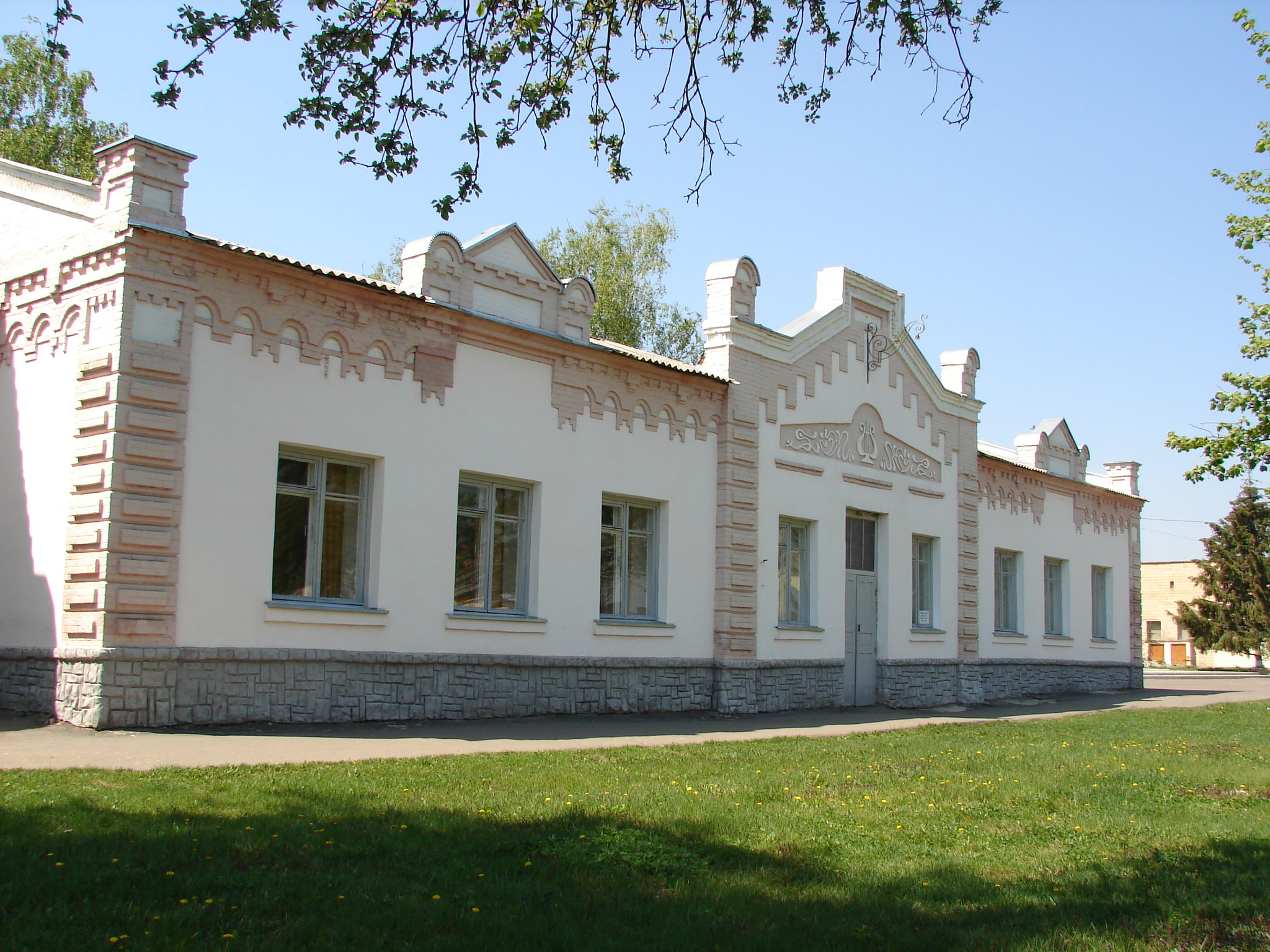
Museo de Historia
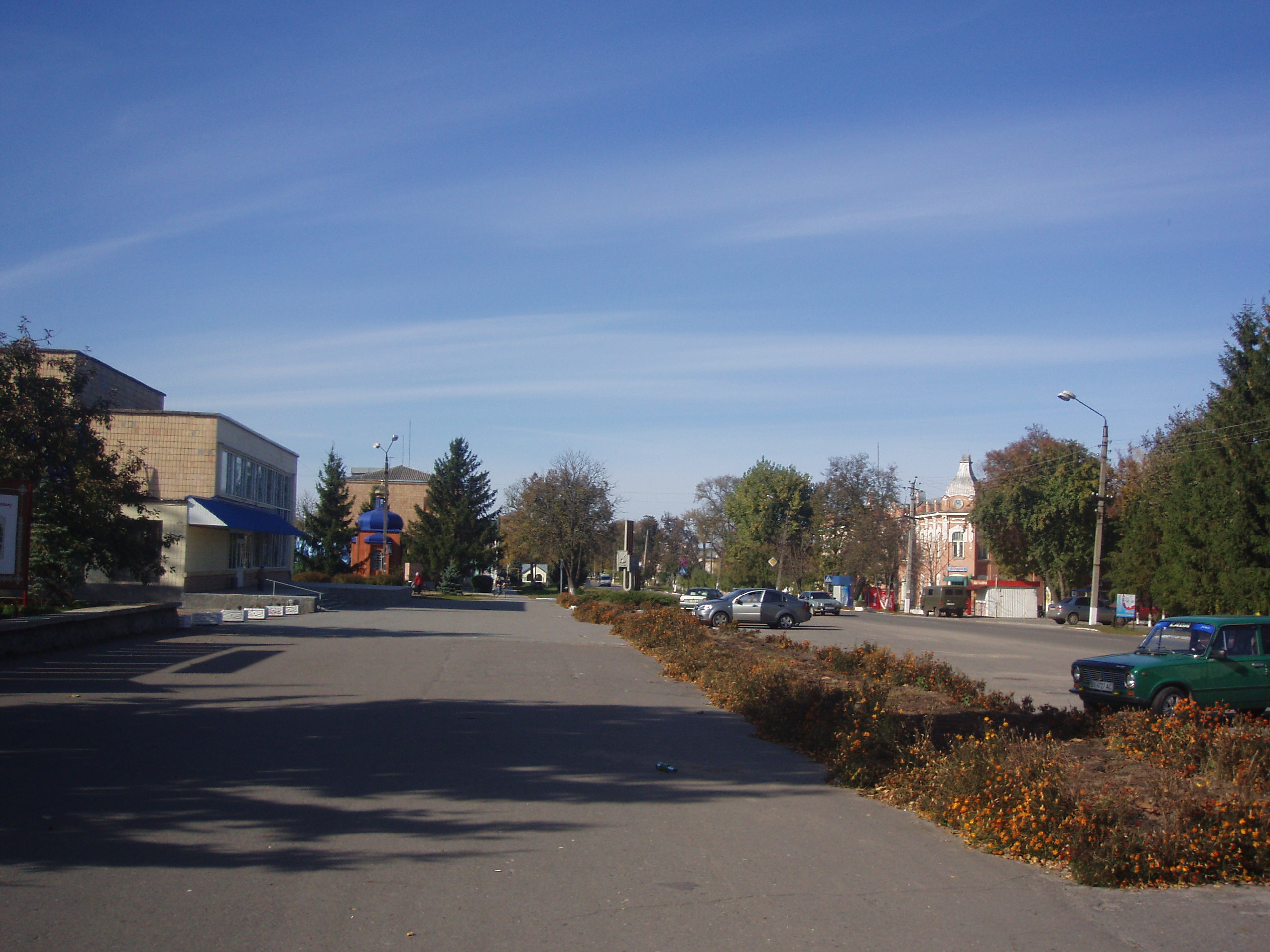
Centro de Zinkiv